# Еритрея на літніх Олімпійських іграх 2020
Еритрею на літніх Олімпійських іграх 2020 представляли тринадцять спортсменів у трьох видах спорту.

## Спортсмени
| Вид спорту     | Чоловіки | Жінки | Загалом |
| -------------- | -------- | ----- | ------- |
| Легка атлетика | 5        | 4     | 9       |
| Велоспорт      | 2        | 1     | 3       |
| Плавання       | 1        | 0     | 1       |
| Загалом        | 8        | 5     | 13      |